# Zillow
Zillow Group, Inc.，簡稱Zillow，是一家创立于2006年的美國線上房地产公司，由前微软高管和Expedia创始人里奇·巴頓、罗伊德·弗林克（Lloyd Frink）联合创办。